# San Pietro in Cariano
San Pietro in Cariano és un comune (municipi) de la província de Verona, a la regió italiana del Vèneto, situat a uns 110 quilòmetres a l'oest de Venècia i a uns 12 quilòmetres al nord-oest de Verona.
A 1 de gener de 2020 la seva població era de 12.932 habitants.
San Pietro in Cariano limita amb els següents municipis: Fumane, Negrar, Pescantina, Verona, Marano di Valpolicella i Sant'Ambrogio di Valpolicella.